# Gilles Bosquet
Gilles Bosquet (francès: Gilles Marcel Bosquet)  (Reims, 14 de juliol de 1974) és un remer francès, ja retirat, que va competir durant la dècada de 1990.
El 1996 va prendre part en els Jocs Olímpics d'Estiu d'Atlanta, on va guanyar la medalla de plata en la prova del quatre sense timoner del programa de rem. Quatre anys més tard, als Jocs de Sydney, fou setè en la mateixa prova.
En el seu palmarès també destaquen tres medalles al Campionat del Món de rem, una d'or i dues de plata, entre les edicions de 1997 i 2001.